# 電通本社ビル
電通本社ビル（でんつうほんしゃビル）は、東京都港区東新橋にある超高層ビル。汐留シオサイト（汐留再開発地区）の東側に位置し、南側は浜離宮庭園に面する。大手広告代理店の電通が本社機能を置くほか、低・高層部にはレストランや劇場、博物館などが入る都市型複合施設の「カレッタ汐留」がある。
第45回BCS賞、および2003年度グッドデザイン金賞を受賞。

## 概要
本社部署やグループ企業を築地や銀座、聖路加ガーデンに分散して置いていた電通は、一元化して機能集約を図るべく、1997年（平成9年）に国鉄清算事業団が行った汐留貨物駅跡地の公開入札に応募。2位となった香港企業とは僅差で落札した。1999年（平成11年）秋に着工、約3年の歳月をかけ、2002年（平成14年）11月1日に竣工した。
大林組が代表設計者に選定され、オフィス棟はフランスの建築家ジャン・ヌーヴェル、商業施設部分はアメリカの建築家ジョン・ジャーディがデザインを担当、大林組以下5社共同企業体が施工を手掛けた。
周囲の景観およびビルで働く約6000人の社員がウォーターフロントを眺められるよう、浜離宮恩賜庭園に面した南側を曲面としたブーメラン状の断面が採用され、その南側は東から西に向かって白からグレーにグラデーションがつけられ、西側の角は白く彩られるなど、見る角度によって様々に表情が変わる。浜離宮からの景観には文化財保護法の関係もあり、特に気を使い、やわらかな局面と、透明感のあるガラスのファサードで圧迫感をなくしている。なお、文化庁では「浜離宮は本来海を見るための庭園であり、海を背にした側にビルが建つことによって浜離宮の機能を低下させることはない」との見解を示している。
当初の構想では、建物を円筒形とする案、10階程度までエスカレーターを設ける案、屋上緑化や、ダブルスキン構造として外壁と内壁の間の3 mあまりの空間を緑化する案などが考えられたが、コストやメンテナンスの理由から現在の形に落ち着いた。
郵便番号は105-7001（1階）から105-7047（47階）および105-7090（地下・階層不明）と本ビル専用の番号が付けられている。

### 売却へ
電通グループは、2021年（令和3年）6月29日、購入希望者から購入意向表明書を受け取ったことを明らかにし、当ビルについて売却の検討に入ったと正式発表した。実現すれば2021年12月期（国際会計基準）に約890億円の譲渡益を計上する。コロナ禍によってテレワークの導入が進み、出社率は2割以下にとどまっているが、売却後も11年間の賃貸借契約を結び、引き続き本社を置く。
2021年9月3日、電通グループは購入希望者との売買契約が成立し、同月30日付で売却すると正式発表した。取引は、当ビルを含む汐留A街区不動産（土地および電通本社ビル、カレッタ汐留、電通四季劇場、汐留アネックスビル）をみずほ信託銀行に信託譲渡したうえで、同信託に基づく信託受益権をヒューリック、みずほリースなどが中心となって出資する特別目的会社（SPC）芝口橋インベストメントに売却する形で行われた。売却額は非公表であるが、報道によると、約2680億円になるとみられている。

### 構造
ビルは「100年建築」として高性能・高耐久ビルを目指し、風や地震に対しても様々な工夫を凝らしている。ブーメラン形の複雑な平面のため、設計初期段階から風洞実験をするなど設計・構造が一体となって計画を進めた。ブーメランのウイング部分は柱間7.2 mモジュールのラーメン架構。40階まではコンクリート充填鋼管造を採用して耐震性を高めている。またシャトルエレベーターロビー階とその下2層を使ってのメガストラクチャーと曲げダンパーの構造や、屋上に設置された2基のハイブリッド制振装置によって揺れにくいビルとなっている。

### エレベーター
オフィス棟外壁に面するエレベーターは、平均待ち時間を30秒程度に収めるため、1階のエントランスホール・4階・14階・25階・36階に停止する高速シャトルエレベーター（左側5基は東芝製・右側5基は日立製）と中速運転のローカルエレベーターを組み合わせたデュアルエレベーターシステムが採用された。
シャトルエレベーター12基のうち、真ん中の2基はカレッタ汐留46階スカイレストラン直通エレベーターとして運転されている（三菱製、停止フロア：地下2階・46階）。シャトル6号機は平日8 - 18時の間はオフィス用として地下2階と46階には停止しない。それ以外の時間帯（平日18時以降・土日祝日）はスカイレストラン直通エレベーターとして運行される（日立製）。

## カレッタ汐留
カレッタ汐留はオフィス棟とアネックス棟の間に位置する都市型複合施設で、2002年12月1日にオープンした。電通が土地を取得したA街区は、汐留の街全体の中で文化・商業施設を開設する役割を担うことになり、電通四季劇場［海］に付帯して、本社ビルのオフィスワーカーや来訪者と同時に、汐留全般あるいは広域から訪れる人々が満足できるような、テナント構成に努めた。
3つのゾーンで構成され、建築デザインにはキャナルシティ博多などのデザインを手掛けたアメリカの建築家ジョン・ジャーディを迎え、「ロック（岩）」をテーマに、ガラス屋根の下に地層をイメージした3層の吹き抜けがつくられ、内部に設置した3本の滝から水が流れる。
1～3階が「キャニオンテラス」で、電通四季劇場［海］に隣接し、飲食店がある。劇場は当初は専用劇場ではなく、多目的ホールとする予定であった。地下1・2階が「カレッタモール」で、飲食店、物販、サービスおよびアドミュージアム東京があり、広告やマーケティングに関する展示を行っている。46・47階が「スカイレストラン」となりオフィス棟最上階に位置し、ノンストップのシャトルエレベーターで向かう。無料展望台スカイビューがあり、10時から23時まで一般に開放されている。
オフィス棟とカレッタ汐留をつなぐ地下2階の広場であるカレッタプラザは、広さ1500 m2のパブリックスペースで都営大江戸線の汐留駅と直結し、毎年クリスマスシーズンには無料で観覧できるイルミネーションイベントが行われている。
名称のカレッタはアカウミガメの学名「Caretta caretta」に由来し、長寿、環境保護、幸運伝説のシンボルである亀のイメージに、ゆっくりとした時間を楽しむこれからの都市生活者のライフスタイルを重ね合わせ、施設名に採用した。
2020年以降に新型コロナウイルス感染症が拡大、電通を始め周囲の会社がリモートワークを行うようになり就業人口が減少すると飲食店を中心に退店が相次いだ。2023年10月時点で、フロアマップ64店舗のうち約半数が空き店舗扱いとなっている。

## ギャラリー

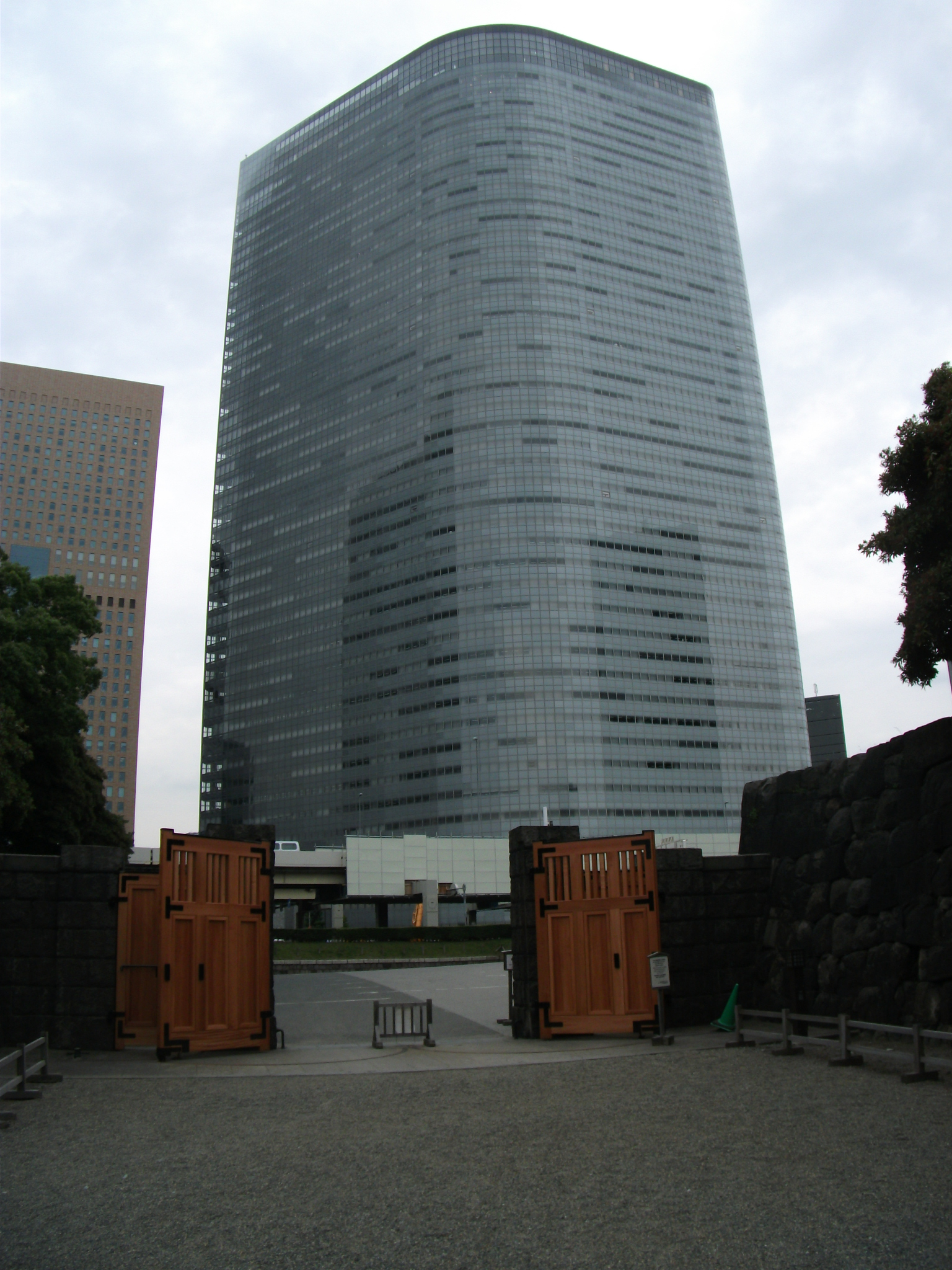
浜離宮側より。2012年6月撮影
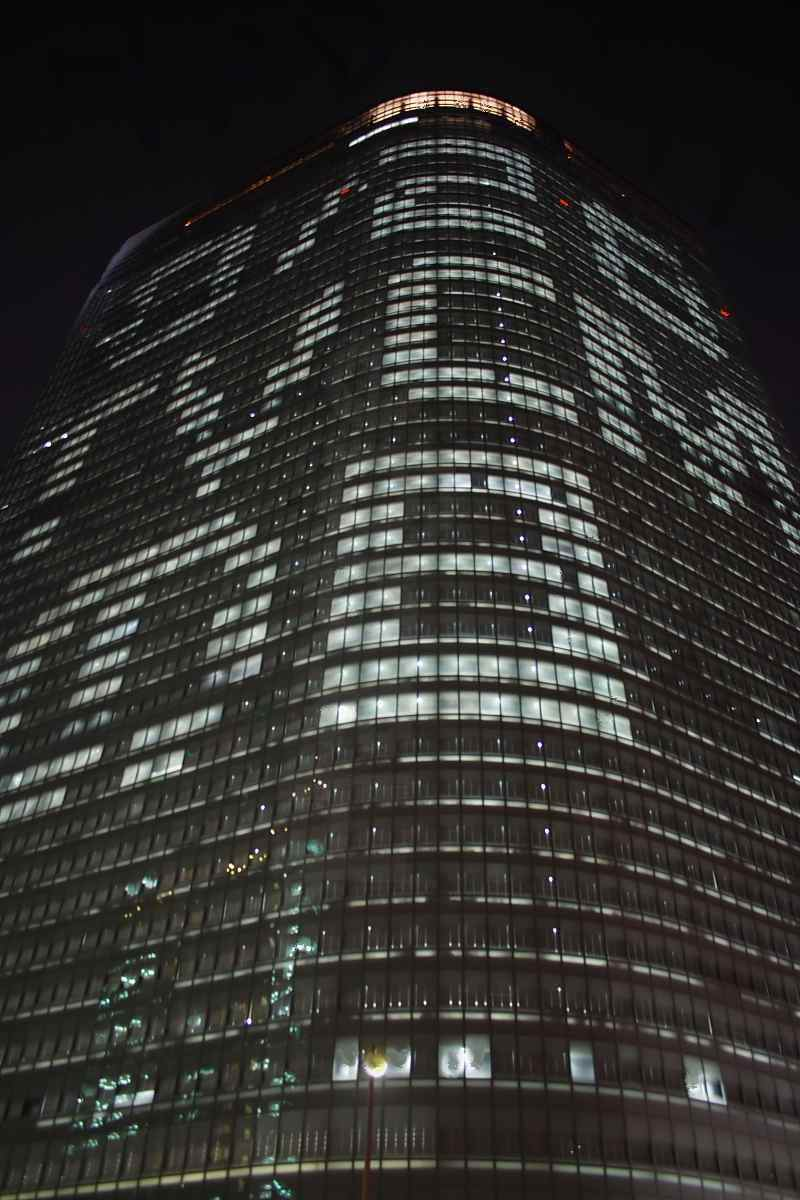
CMの日に実施された、窓の照明を使ったメッセージ
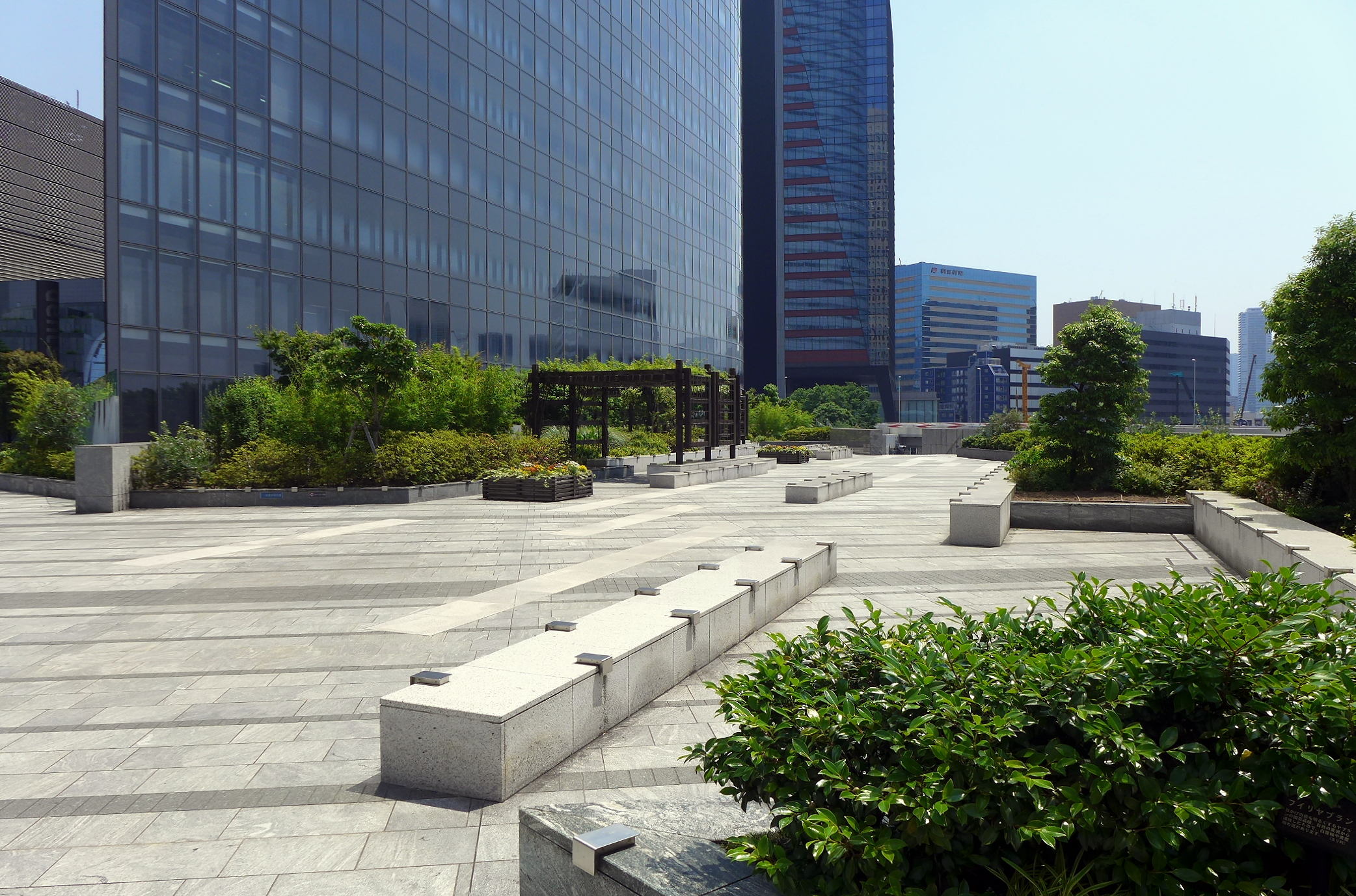
オープンスペース
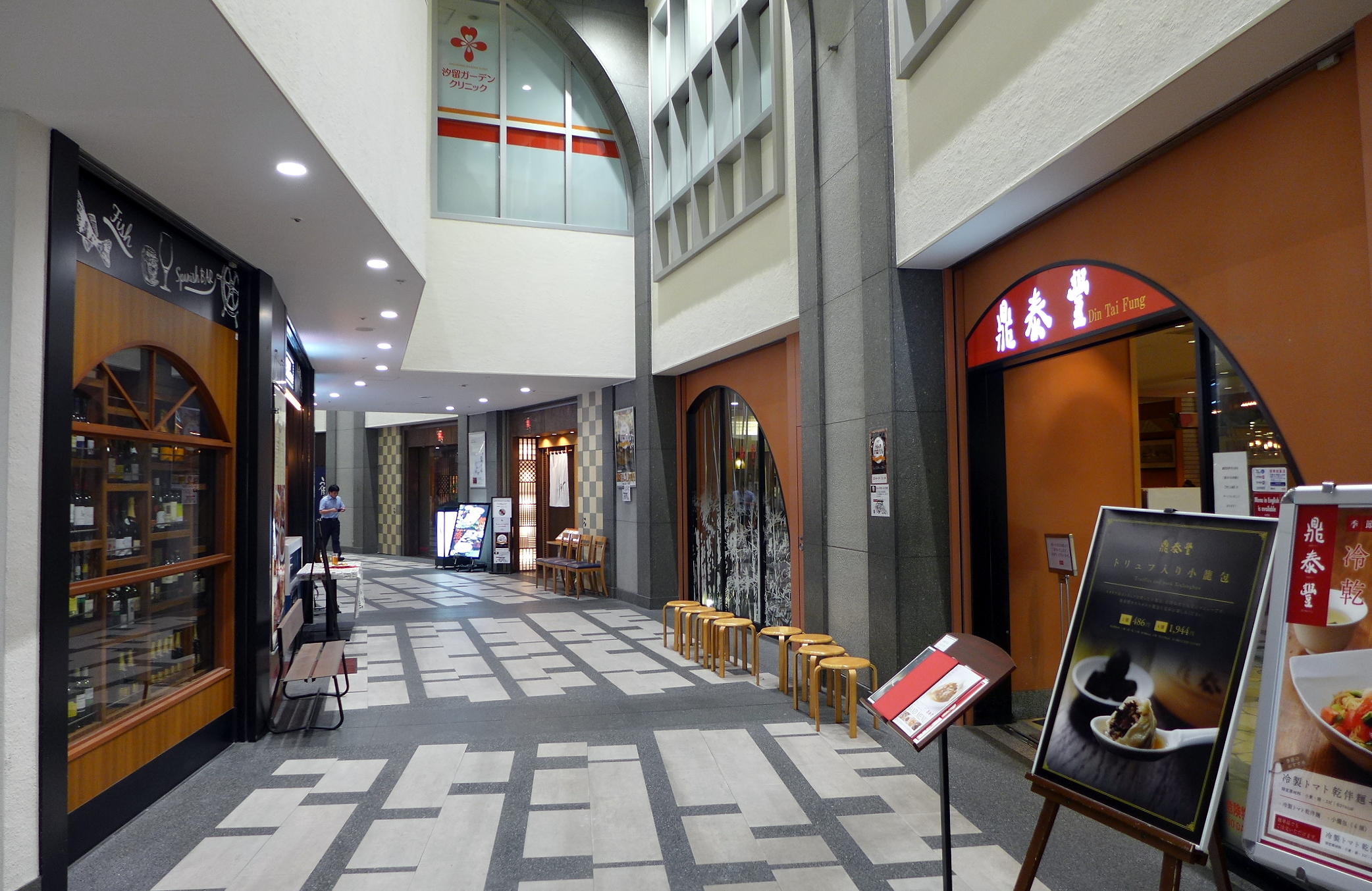
カレッタ汐留
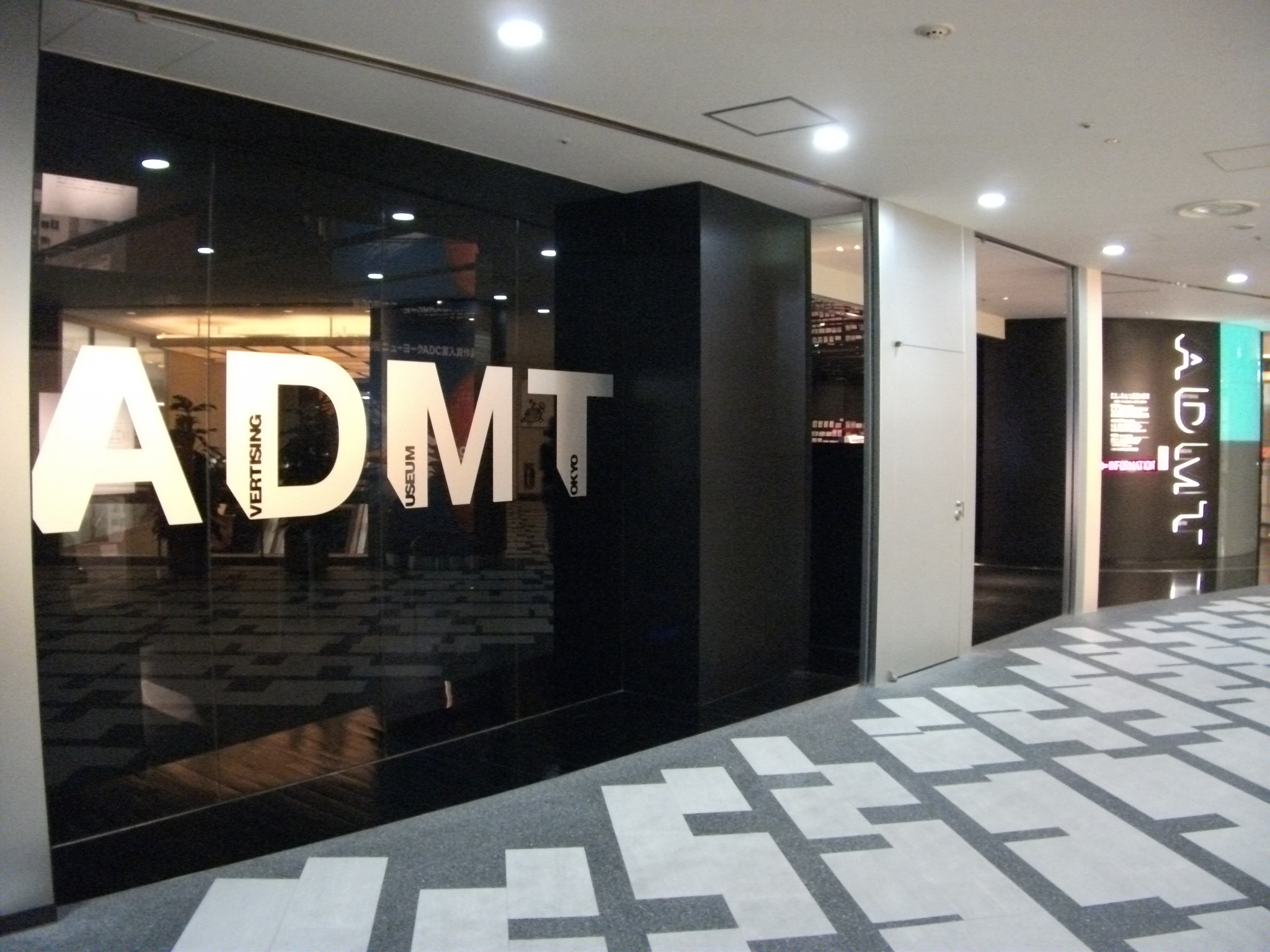
アド・ミュージアム東京（リニューアル前）
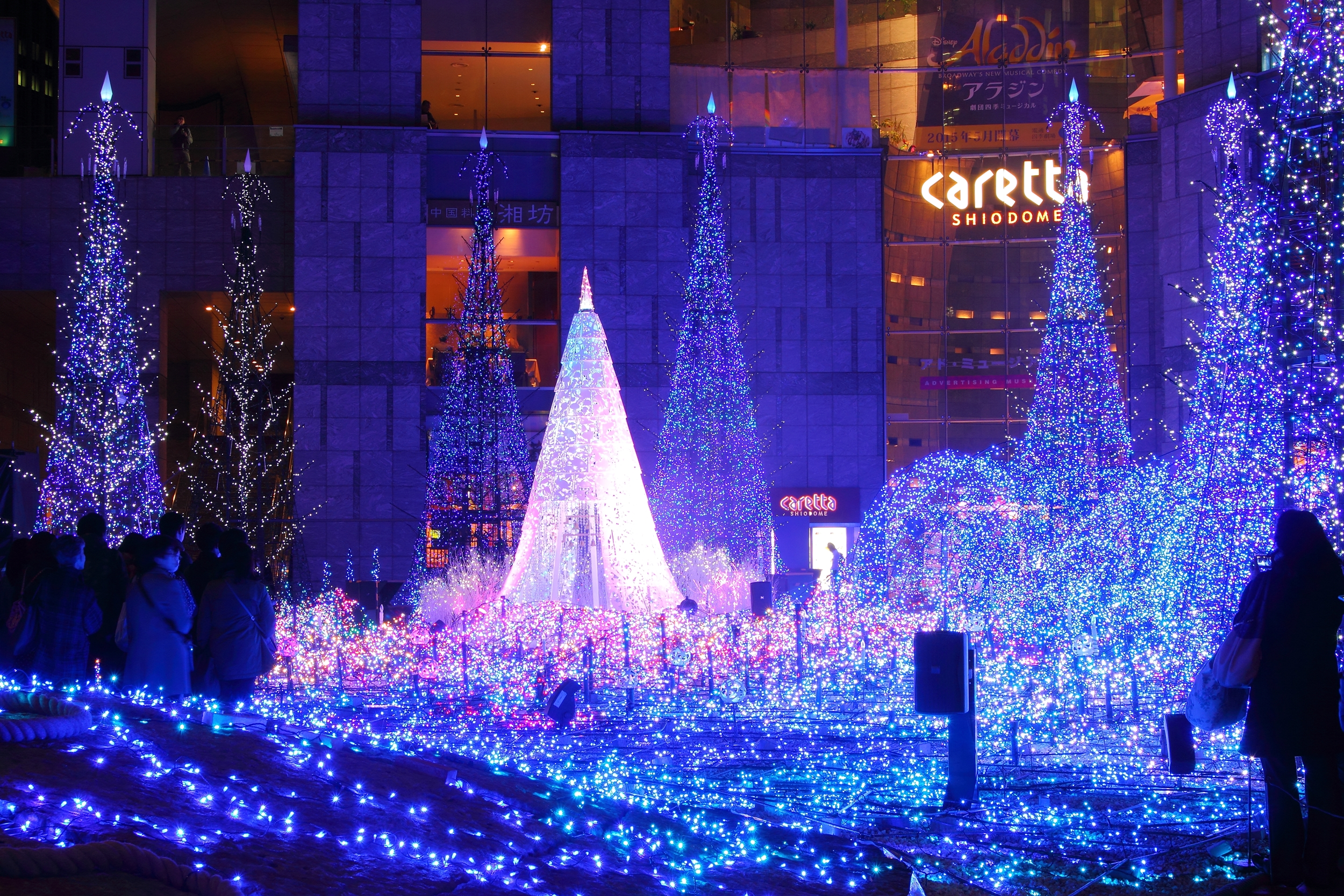
カレッタ・イルミネーション 2014「カノン・ダジュール〜光の渓谷へ〜」
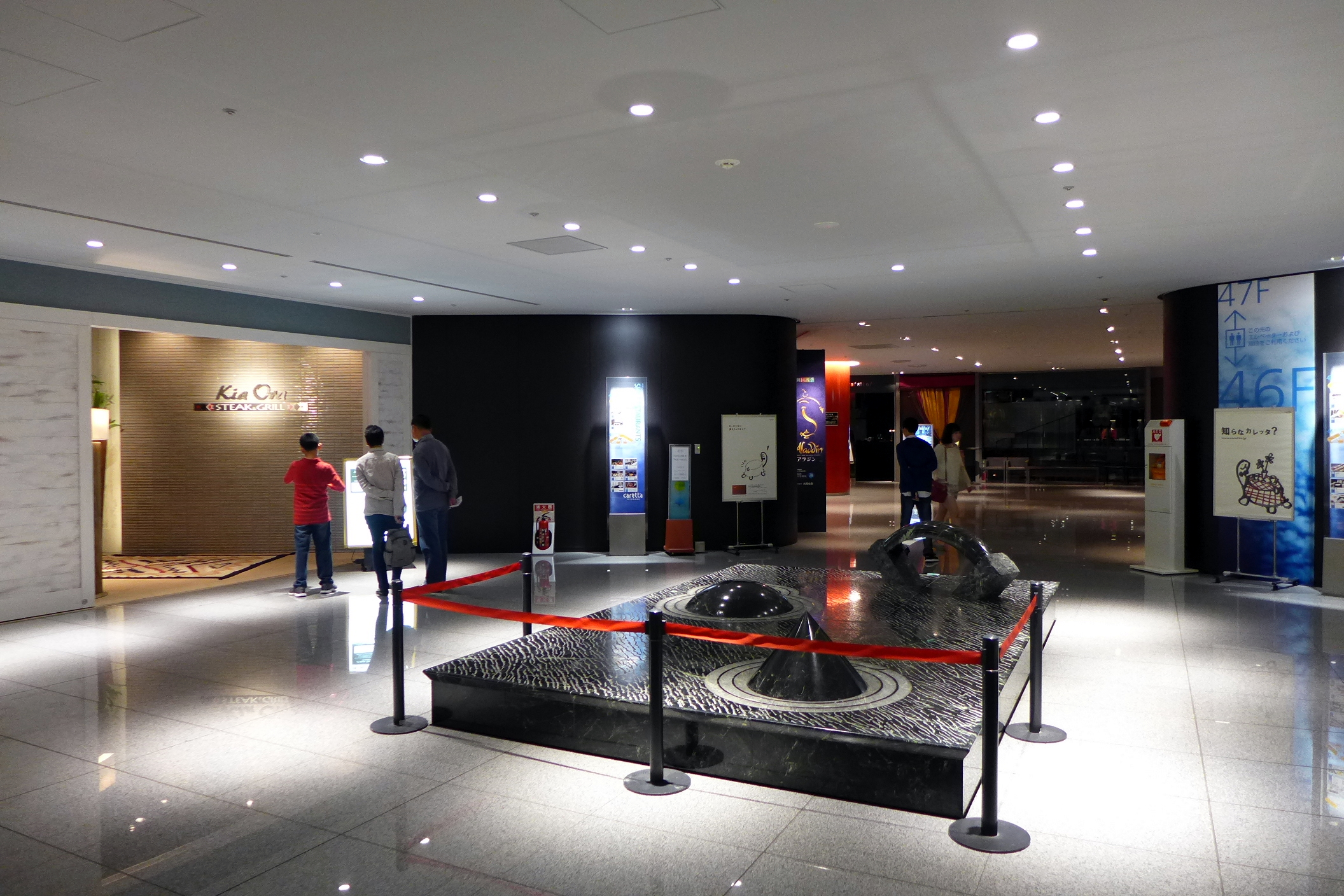
スカイレストラン
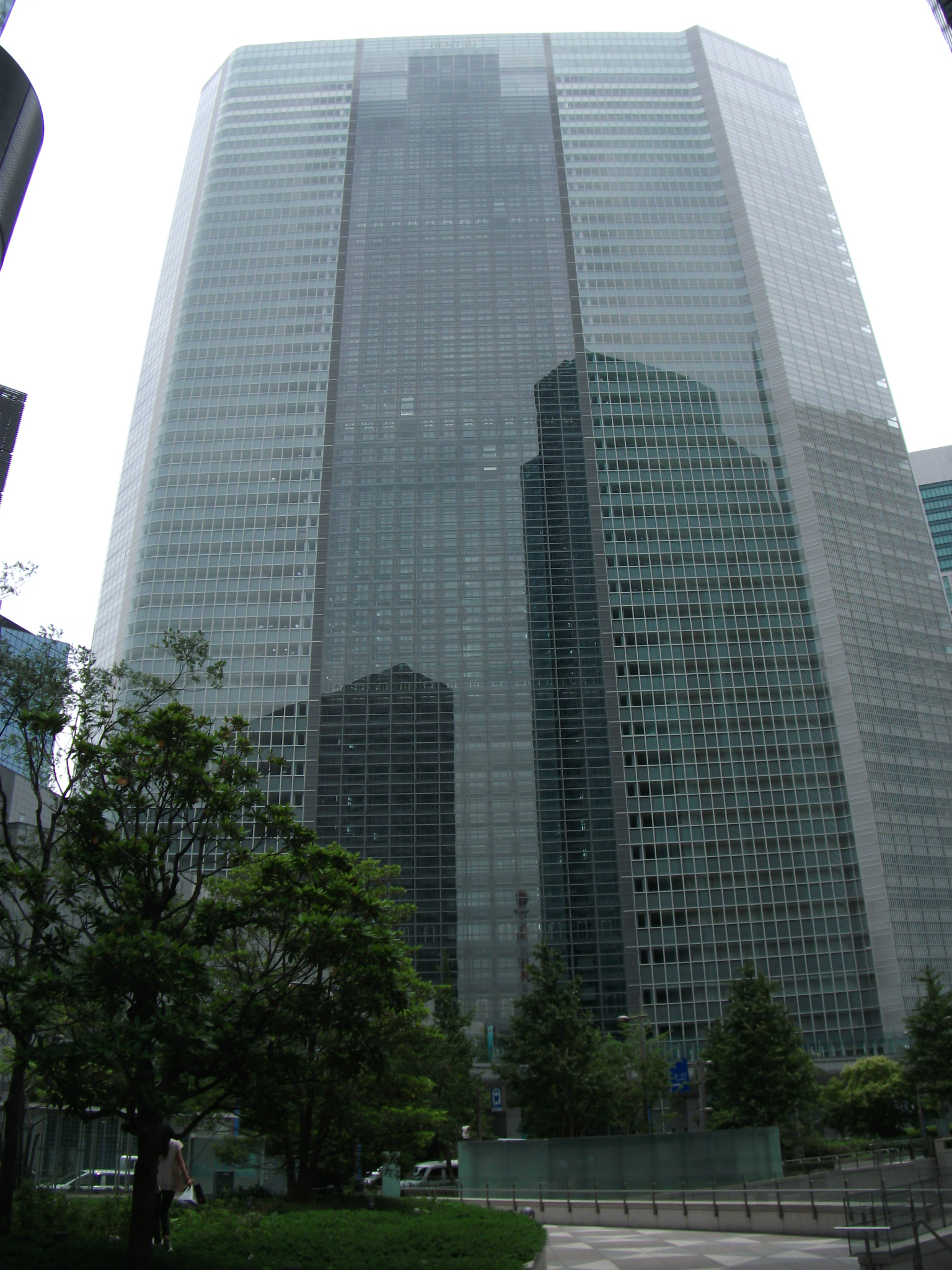
銀座側より。12基のシースルーエレベータが稼働する。